# Glypta placida
Glypta placida är en stekelart som beskrevs av Dasch 1988. Glypta placida ingår i släktet Glypta och familjen brokparasitsteklar. Inga underarter finns listade i Catalogue of Life.